# Межея-Хельска
Межея-Хельска, Хе́льская коса́, полуостров Хель (пол. Mierzeja Helska, кашуб. Hélskô Sztremlëzna, нем. Halbinsel Hela или Putziger Nehrung) — песчаная коса на побережье Балтийского моря. Длина косы составляет 33 км, ширина варьируется от 300 метров до 3 километров. Хельская коса отделяет Пуцкий залив (западная часть Гданьской бухты) от Балтийского моря.

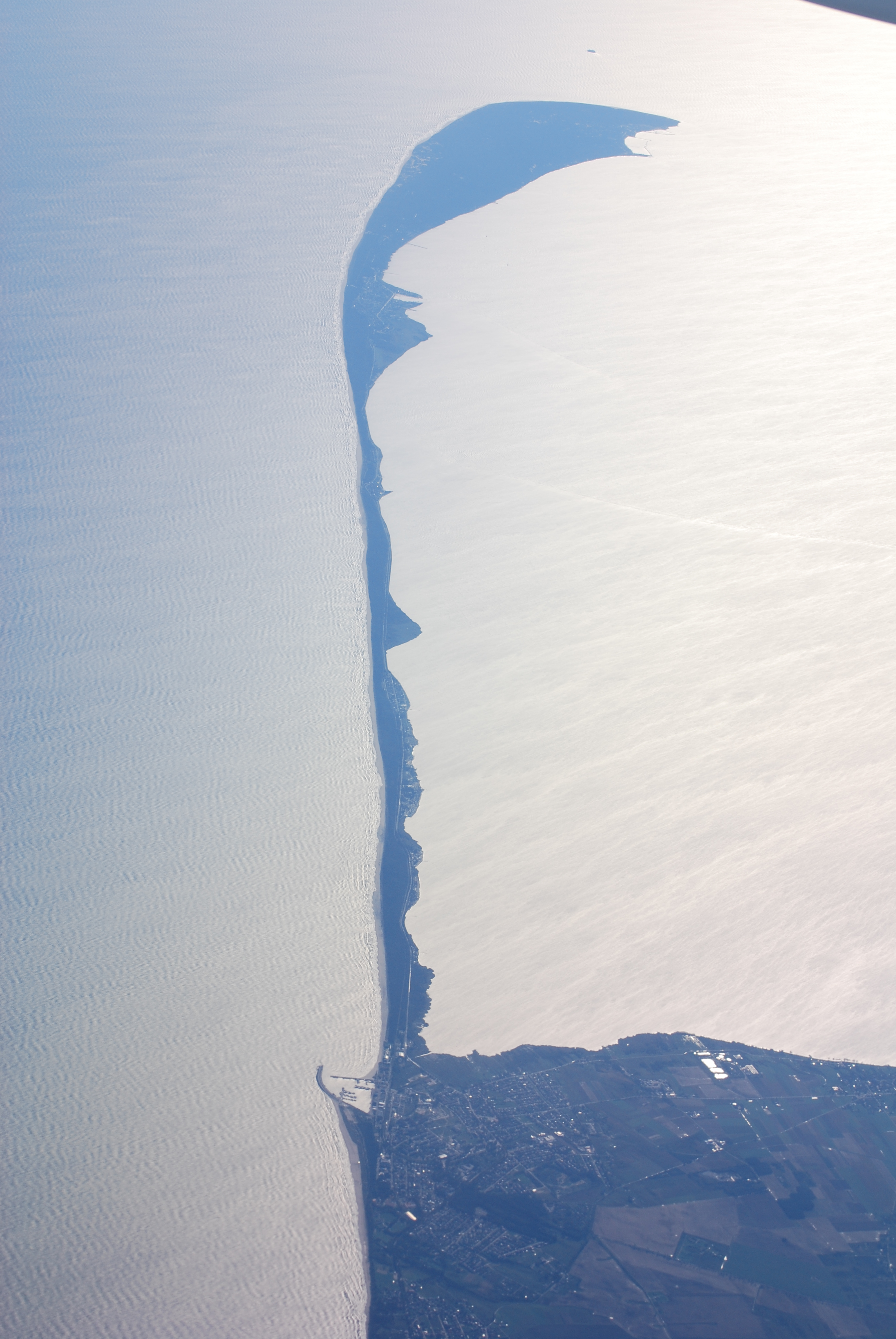
Вид косы с высоты птичьего полёта

Коса сложена намывными песчаными отложениями в виде дюн, на которых растёт смешанный лес.

## Административный статус и населённые пункты
В административном плане коса входит в состав Пуцкого повята Поморского воеводства Польши.
На крайней точке косы расположен город Хель, являющийся популярным курортом. Также на косе расположены города Ястарня, Владыславово и несколько небольших посёлков и деревень.

## История
С 1807 по 1814 годы была в составе Данцигской республики. С 1818 по 1918 в составе Пруссии.
После Первой мировой войны Хельская коса вошла в состав Польши. Сознавая важное стратегическое значение косы, поляки превратили её в военный укрепрайон. 1 сентября 1939 года войска нацистской Германии атаковали польские укрепления на косе. Оборона Хельской косы стала одной из первых битв Второй мировой войны.

## Туризм
В настоящее время коса является популярным местом отдыха.